# Jerry Harkness
Jerald B. "Jerry" Harkness (Harlem, Nueva York, 7 de mayo de 1940-24 de agosto de 2021) fue un jugador de baloncesto estadounidense que jugó una temporada en la NBA y dos más en la ABA. Con 1,88 metros de estatura, lo hacía en la posición de base.

## Trayectoria deportiva

### Universidad
Jugó durante tres temporadas con los Ramblers de la Universidad Loyola Chicago, en las que promedió 21,7 puntos y 8,3 rebotes por partido. Lideró al equipo en anotación en las tres temporadas que disputó, acabando con 1.749 puntos, la tercera mejor marca de la historia de los Ramblers. fue el capitán y el jugador más destacado del equipo que consiguió ganar el Torneo de la NCAA en 1963, tras derrotar a Cincinnati en la final. Ese año fue incluido en el primer equipo All-American.

### Profesional
Tras haber entrado en el draft del 62 y ser elegido por Syracuse Nationals en la octava ronda, permaneció un año más en la universidad, siendo elegido al año siguiente en la décima posición del 63 por New York Knicks, donde solo llegó a disputar 5 partidos, en los que promedió 5,8 puntos y 1,2 rebotes.
No regresó a las pistas a nivel profesional hasta 1967, cuando fichó por los Indiana Pacers, entonces en la ABA, donde jugó dos temporadas, la más destacada la segunda en la que promedió 9,2 puntoas y 3,4 rebotes por partido. Se le recordará al anotar el lanzamiento a canasta sobre la bocina más largo de la historia del baloncesto profesional norteamericano, al anotar la canasta de la victoria ante Dallas Chaparrals desde 92 pies (28 metros, el largo de un campo de baloncesto) el 13 de noviembre de 1967.

### Fallecimiento
Falleció el 24 de agosto de 2021 a los ochenta y un años.

## Estadísticas de su carrera en la NBA y la ABA

### Temporada regular
| Temporada | Edad | Equipo          | Liga  | P  | TIT | MIN  | TC  | TCA | %TC  | 3P  | 3PA | %3P  | TL  | TLA | %TL  | R.OF. | R.DEF. | REB | ASIS | ROB | TAP | PER | FP  | PTS |
| 1963-64   | 23   | New York Knicks | NBA   | 5  |     | 11.8 | 2.6 | 6.0 | .433 |     |     |      | 0.6 | 1.6 | .375 |       |        | 1.2 | 1.2  |     |     |     | 0.8 | 5.8 |
| 1967-68   | 27   | Indiana Pacers  | ABA   | 71 |     | 17.5 | 2.4 | 5.5 | .437 | 0.0 | 0.1 | .200 | 2.1 | 3.1 | .682 |       |        | 2.7 | 1.8  |     |     | 1.1 | 1.5 | 7.0 |
| 1968-69   | 28   | Indiana Pacers  | ABA   | 10 |     | 27.2 | 3.1 | 6.7 | .463 | 0.0 | 0.0 |      | 3.0 | 4.7 | .638 | 1.0   | 2.4    | 3.4 | 2.1  |     |     | 2.0 | 1.7 | 9.2 |
| Total     |      |                 | TOTAL | 86 |     | 18.3 | 2.5 | 5.7 | .440 | 0.0 | 0.1 | .200 | 2.2 | 3.2 | .665 | 1.0   | 2.4    | 2.7 | 1.8  |     |     | 1.2 | 1.5 | 7.2 |
|           |      |                 | ABA   | 81 |     | 18.7 | 2.5 | 5.7 | .440 | 0.0 | 0.1 | .200 | 2.2 | 3.3 | .674 | 1.0   | 2.4    | 2.8 | 1.9  |     |     | 1.2 | 1.6 | 7.3 |
|           |      |                 | NBA   | 5  |     | 11.8 | 2.6 | 6.0 | .433 |     |     |      | 0.6 | 1.6 | .375 |       |        | 1.2 | 1.2  |     |     |     | 0.8 | 5.8 |

### Playoffs
| Temporada | Edad | Equipo         | Liga | P | MIN | TCA | TC | 3PA | 3P | TLA | TL | R.OF. | REB | ASIS | ROB | TAP | PER | FP | PTS | %TC  | %3P | %FT   | MIN  | PTS | REB | AST |
| 1968      | 27   | Indiana Pacers | ABA  | 3 | 32  | 4   | 12 | 0   | 0  | 2   | 2  |       | 5   | 5    |     |     | 3   | 6  | 10  | .333 |     | 1.000 | 10.7 | 3.3 | 1.7 | 1.7 |
| Total     |      |                | ABA  | 3 | 32  | 4   | 12 | 0   | 0  | 2   | 2  |       | 5   | 5    |     |     | 3   | 6  | 10  | .333 |     | 1.000 | 10.7 | 3.3 | 1.7 | 1.7 |